# Odense BK
Az Odense BK, teljes nevén Odense Boldklub egy dán labdarúgócsapat. A klubot 1887-ben alapították, jelenleg az első osztályban szerepelnek. Székhelyük Odensében van.

## Története
1887, július 12-én hozták létre mint Odense Cricketklub, a krikett az egyetlen sport 1889-ben, a labdarúgás és a tenisz osztályok mellett és ez megváltoztatta a nevét mai neve Odense BK. 1916-OB nyerte meg a bajnokságot  először és szerepelt az elődöntőben a dán bajnokságban. Elvesztették a mérkőzést 3-9-re a későbbi bajnok  Koppenhága.}

## Jelenlegi keret
2012. szeptember 6. szerint.
| #  |     | Poszt | Név                                               |
| -- | --- | ----- | ------------------------------------------------- |
| 1  | DNK | K     | Jesper Christiansen                               |
| 2  | NOR | V     | Espen Ruud                                        |
| 4  | DNK | KP    | Hans Henrik Andreasen                             |
| 5  | DNK | V     | Anders Møller Christensen                         |
| 6  | FRA | KP    | Mohammed Diarra                                   |
| 7  | DNK | CS    | Emil Larsen                                       |
| 8  | DNK | KP    | Michael Silberbauer (kölcsönben a Young Boys-tól) |
| 9  | DNK | CS    | Rasmus Falk Jensen                                |
| 10 | SWE | KP    | Andreas Johansson                                 |
| 11 | DNK | CS    | Morten Skoubo                                     |
| 14 | EST | CS    | Hannes Anier                                      |

| #  |     | Poszt | Név                                        |
| -- | --- | ----- | ------------------------------------------ |
| 15 | DNK | V     | Kasper Larsen                              |
| 16 | DNK | KP    | Jacob Schoop                               |
| 17 | DNK | K     | Mads Toppel                                |
| 19 | NOR | CS    | Marcus Pedersen (kölcsönben a Vitesse-től) |
| 20 | DNK | V     | Timmi Johansen                             |
| 22 | DNK | K     | Nicolai Jørgensen                          |
| 23 | CMR | CS    | Cedric N'Koum                              |
| 24 | DNK | KP    | Bashkim Kadrii                             |
| 25 | DNK | KP    | Christian Sørensen                         |
| 26 | DNK | V     | Daniel Høegh                               |
|    | HUN | KP    | Vadócz Krisztián                           |

## A legutóbbi szezonok
| Szezon    | Osztály | Helyezés | Mérkőzés | Gy | D  | V  | RG | KG | P  | Kupa          | Megjegyzés |
| --------- | ------- | -------- | -------- | -- | -- | -- | -- | -- | -- | ------------- | ---------- |
| 1996-1997 | 1D      | 7        | 33       | 11 | 8  | 14 | 59 | 61 | 41 |               |            |
| 1997-1998 | 1D      | 12       | 33       | 6  | 7  | 20 | 40 | 57 | 25 |               | Kiesett    |
| 1998-1999 | 2D      | 1        | 30       | 24 | 2  | 4  | 81 | 24 | 74 |               | Feljutott  |
| 1999-2000 | 1D      | 9        | 33       | 11 | 10 | 12 | 42 | 44 | 43 |               |            |
| 2000-2001 | 1D      | 7        | 33       | 13 | 7  | 13 | 49 | 45 | 46 | 32-es főtábla |            |
| 2001-2002 | 1D      | 6        | 33       | 13 | 10 | 10 | 56 | 51 | 49 | Győztes       |            |
| 2002-2003 | 1D      | 4        | 33       | 12 | 12 | 9  | 55 | 50 | 48 | 32-es főtábla |            |
| 2003-2004 | 1D      | 4        | 33       | 16 | 9  | 8  | 66 | 46 | 57 | Elődöntő      |            |
| 2004-2005 | 1D      | 6        | 33       | 13 | 9  | 11 | 61 | 41 | 48 | 5. kör        |            |
| 2005-2006 | 1D      | 3        | 33       | 17 | 7  | 9  | 49 | 28 | 58 | Negyeddöntő   |            |
| 2006-2007 | 1D      | 4        | 33       | 17 | 7  | 9  | 46 | 36 | 58 | Győztes       |            |
| 2007-2008 | 1D      | 4        | 33       | 12 | 16 | 5  | 46 | 27 | 52 | Negyeddöntő   |            |
| 2008-2009 | 1D      | 2        | 33       | 21 | 6  | 6  | 65 | 31 | 69 | 5. kör        |            |

## Ismertebb játékosok
- Kasper Bøgelund
- Jesper Christiansen
- Lars Elstrup
- Thomas Helveg
- Jonas Borring
- Lars Høgh
- Viggo Jensen
- Allan Nielsen
- Brian Steen Nielsen
- Thomas Sørensen
- Mwape Miti
- Andrew Tembo
- Ulrik Laursen
- Richard Møller Nielsen
- Baye Djiby Fall

## Sikerek
- Bajnokság
  - Győztes(3):: 1977, 1982, 1989
  - Második (4): 1951, 1983, 1993, 2009
- Kupa
  - Győztes (5):: 1983, 1991, 1993, 2002, 2007
  - Döntős (1): 1974
- Szuperkupa
  - Döntős (1): 2002
- UEFA Intertotó-kupa
  - Győztes (1): 2006

## Külső hivatkozások
- Hivatalos weboldal (dánul)